# اکریسون لوتاریوم
اکریسون لوتاریوم یک گونه سوسک از خانوادهٔ سوسک‌های شاخک‌دراز و از زیرخانوادهٔ شاخک‌درازیان است. هرمان بورمایستر در سال ۱۸۶۵ این گونه را توصیف و بررسی کرده است. این گونه در شرق مرکزی برزیل، بولیوی، پاراگوئه و آرژانتین یافت شده است.